# Coucou de Nouvelle-Zélande
Urodynamis taitensis
Genre
Espèce
Synonymes
- Eudynamys taitensis

Statut de conservation UICN

 LC  : Préoccupation mineure
Le Coucou de Nouvelle-Zélande ou  koel à longue queue  (Urodynamis taitensis) est une espèce d'oiseaux cuculiformes de la famille des Cuculidae (les coucous).
C'est la seule espèce du genre Urodynamis qui n'est pas reconnu par tous les auteurs, qui nomment dans ce cas son unique espèce Eudynamys taitensis et l'intègrent donc au genre Eudynamys.
Leur migration vers Tahiti et les îles Cook était utilisée par les navigateurs Polynésiens pour aller vers ces îles depuis la Nouvelle-Zélande.